# Compsobuthus jordanensis
Espèce
Compsobuthus jordanensis est une espèce de scorpions de la famille des Buthidae.

## Distribution
Cette espèce se rencontre en Jordanie et en Syrie.

## Étymologie
Son nom d'espèce, composé de jordan et du suffixe latin -ensis, « qui vit dans, qui habite », lui a été donné en référence au lieu de sa découverte, la Jordanie.

## Publication originale
- Levy, Amitai & Shulov, 1973 : « New scorpions from Israel, Jordan and Arabia. » Zoological Journal of the Linnean Society, vol. 52, no 2, p. 113-140.